# 道の駅みさき
道の駅みさき（みちのえき みさき）は、大阪府泉南郡岬町淡輪（たんのわ）にある国道26号（第二阪和国道）の道の駅である。愛称は夢灯台（ゆめとうだい）。

## 概要
第二阪和国道の淡輪ランプに設置されており、2017年（平成29年）4月1日の開通に合わせオープンした。同月1日に当駅で第二阪和国道の式典が行われた後プレオープンし、翌2日にグランドオープンした。

## 施設
- 駐車場
  - 普通車：75台[6]
  - 大型車：3台[6]
  - 身障者用：2台[6]
- トイレ
  - 男性：小 8器、大 4器
  - 女性：11器
  - 身障者用：3器
- 休憩コーナー（9:00 - 18:00）
- 産直市場よってって 道の駅みさき店（9:00 - 19:00）[6][7]
  - ここでは、当駅近隣の漁港（淡輪・谷川・深日・小島）で水揚げされた鮮魚が販売されている[4][6]。
- 丘の上の食堂（レストラン、9:00 - 18:00）[6]
- 観光案内所（9:00 - 19:00）

### 管理団体
- 設置者：岬町
- 指定管理者：株式会社プラス[2]

## 休館日
- 年末年始（1月1日 - 1月3日）[6]

## アクセス
- 国道26号（第二阪和国道） - 登録路線[3]

公共交通機関
- 南海電気鉄道（南海）南海本線 淡輪駅またはみさき公園駅より岬町コミュニティバスで「道の駅みさき」バス停下車[8]。

## 周辺
- 西陵古墳（国の史跡）
- 淡輪ニサンザイ古墳
- みさき公園（閉園）[5]
- 大阪府立岬高等学校